# Özcan Yeniceri
Özcan Yeniçeri (født 1954 i Şiran, Gümüşhane) er en tyrkisk tv-vært, forfatter og professor. Han fik sin Ph.D.-grad fra Erciyes Universitets Institut for Sociologi. I 2004 blev han professor.
Han har tidligere været institutleder på det sociologiske institut på Niğde Universitet og har bl.a. skrevet følgende værker: Tyrker på ny, Nationalisme i den globaliserede verden og Døde trækker ikke vejret[kilde mangler] (sidstnævnte værk er en roman). Özcan Yeniçeri har også tidligere været skribent på flere tyrkiske aviser, herunder Yeniçağ som han stadig skriver i. Desuden er han studievært i den ugentlige udsendelse: "Aklin Yolu" på den tyrkiske TV-kanal Avrasya TV.
Özcan Yeniceri blev valgt ind i det Tyrkiske Folketing ved valget i 2011 for det nationalistiske parti "Milliyetçi Hareket Partisi" eller på dansk: "Det Nationalistiske Bevægelsesparti". Partiet fik ved valget i 2011 12,9% af stemmerne og er i dag det tredjestørste parti i Tyrkiet.